# 焦憲 (明朝)
焦憲，山西忻州人，明朝政治人物。舉人出身。
永樂六年，戊子科山西鄉試中舉，后任户部員外郎。